# Научно-исследовательские и опытно-конструкторские работы
Нау́чно-иссле́довательские и о́пытно-констру́кторские рабо́ты (НИОКР) или R&D (Research & Development) — особенный вид работ в рамках гражданско-правовых обязательств, для выполнения которых необходимо получение новых знаний и практическое их применение при создании нового изделия или технологии. В системах гражданского права, выделяющих отдельно опытно-конструкторские работы от научно-исследовательских, используется термин инжиниринг.
"Научно-исследовательские работы" и "опытно-конструкторские работы" хотя и тесно связаны между собой, но не совпадают по содержанию. Общим являет то, что они одинаково регулируются в рамках гражданского законодательства.:193 Гражданско-правовые обязательства при проведении данных работ возникают в том числе в случае отсутствия договора, например при проведении работ одним из отделов организации.:196 Выполнение НИОКР отличается от типичных видов подряда необходимостью творческой работы (например, разработка новой конструкции вещи).:194 Заказчик в задании формулирует лишь основные технические требования, которым должно удовлетворять решение. Каким будет решение — стороны не знают, как и не могут знать точных затрат исполнителя при проведении работ.:195

## Научно-исследовательские работы
Научно-исследовательские работы (НИР) — работы поискового, теоретического и экспериментального характера, выполняемые с целью определения технической возможности создания новой техники в определенные сроки. НИР подразделяются на фундаментальные (получение новых знаний) и прикладные (применение новых знаний для решения конкретных задач) исследования.
В научно-технической деятельности под стадией (этапом) понимается совокупность работ, характеризующаяся признаками их самостоятельного планирования и финансирования, направленная на получение предусмотренных результатов и подлежащая обособленной приемке. Каждый отдельный этап может являться самостоятельным результатом интеллектуальной деятельности, факт внедрения которого не зависит от момента окончания работ в целом. В зависимости от жизненного цикла изделий могут быть выделены следующие типовые этапы НИОКР:
Исследование:
- проведение исследований, разработка технического предложения (аванпроекта);
- разработка технического задания на опытно-конструкторские (технологические) работы.

## Опытно-конструкторские работы
Разработка:
- разработка эскизного проекта;
- разработка технического проекта;
- разработка рабочей конструкторской документации на изготовление опытного образца;
- изготовление опытного образца;
- проведение испытаний опытного образца;
- отработка документации;
- утверждение рабочей конструкторской документации для организации промышленного производства изделий.

Поставка продукции на производство и эксплуатация:
- корректировка конструкторской документации по выявленным скрытым недостаткам в процессе изготовления промышленных образцов (установочной партии);
- разработка эксплуатационной документации.

Ремонт:
- разработка рабочей конструкторской документации на проведение ремонтных работ.

Снятие с производства:
- разработка рабочей конструкторской документации на утилизацию.

ОКР может проводиться в двух формах: А и Б. ОКР по форме А проводится с одновременной постановкой на производство разрабатываемого изделия, по форме Б — последующей постановкой на производство разработанного изделия или без постановки на производство.

## Законодательное регулирование в России
Выполнение научно-исследовательских, опытно-конструкторских и технологических работ в российском гражданском законодательстве — отдельный вид обязательств.:Гл. 38
Выделяется два вида договора:Ст. 769:
- договор на выполнение научно-исследовательских работ — исполнитель обязуется провести обусловленные техническим заданием заказчика научные исследования;
- договор на выполнение опытно-конструкторских и технологических работ — исполнитель обязуется разработать образец нового изделия, конструкторскую документацию на него или новую технологию.

Сторонами договора на выполнение НИОКР являются исполнитель и заказчик. Исполнитель обязан провести научные исследования лично. Привлекать к исполнению НИР соисполнителей допускается только с согласия заказчика. При выполнении ОКР исполнитель вправе привлекать третьих лиц, если иное не предусмотрено договором.:Ст. 770 К отношениям исполнителя с третьими лицами в случае их привлечения к выполнению НИОКР применяются правила о генеральном подрядчике и субподрядчике.:Ст. 706
В отличие от других видов обязательств договоры на выполнение НИОКР характеризуются:
- Наличием технического задания[5]:Ст. 773, в котором определяется тематика работ, устанавливается объект разработки, практическое использование планируемых результатов, технико-экономические параметры и требования к уровню разработки объекта. Кроме того, техническое задание устанавливает этапы выполнения работ, программу исследования и перечень документации и изделий, подлежащих сдаче при приемке выполненных по договору работ.
- Установлением распределения прав сторон на полученные результаты работ[5]:Ст. 772. Права на полученные результаты могут принадлежать заказчику или исполнителю либо заказчику и исполнителю совместно.
- Установлением уровня разработок, определяющего статус полученного результата как объект интеллектуальной собственности или неохраняемый интеллектуальный продукт.
- Обязательствами о конфиденциальности сведений, относящихся к результатам интеллектуальной деятельности.

В 2024 году в российское законодательство введен термин "инжиниринговые услуги (инжиниринговая деятельность)". Услуги (деятельность) разделяется на сферы "создания промышленной продукции" и "создания промышленного производства". "Опытно-конструкторские работы" включены в "инжиниринговые услуги (инжиниринговая деятельность) в сфере создания промышленной продукции".

## Статистические данные

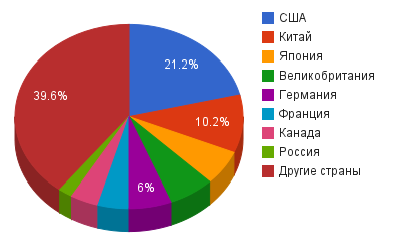
Общая научная продукция по странам мира..

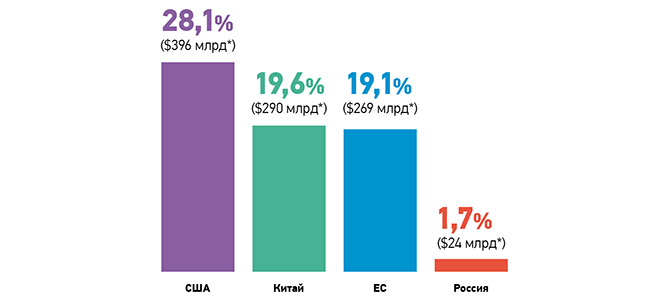
Доля в расходах на НИОКР в 2013 году, % от мировых

Согласно данным исследовательского института Battelle Memorial Institute , в 2011 году мировые расходы на НИОКР вырастут на 3,6 % и составят 1,2 трлн долларов США.
Первое место по объёму НИОКР занимают США (385,6 млрд; 2,7 % от объема собственного ВВП)
Второе место занимает Китай (153,7 млрд; 1,4 % ВВП)
Третье место принадлежит Японии (144,1 млрд; 3,3 % ВВП)
Россия замыкает десятку мировых лидеров (23,1 млрд; 1 % ВВП)
Справочно:
В СССР объем внутренних расходов на НИОКР составлял 5 % ВВП.
Структура финансирования по всем видам НИОКР в 1985 г.
| Виды исследовательских работ      | СССР   | США  | Япония |
| --------------------------------- | ------ | ---- | ------ |
| Фундаментальные исследования      | 12,8 % | 14 % | 13 %   |
| Прикладные исследования           | 60,3 % | 22 % | 25 %   |
| Опытно-конструкторские разработки | 26,9 % | 64 % | 62 %   |

Источники финансирования НИОКР в США
| Федеральный бюджет | Частные компании | Университеты |
| ------------------ | ---------------- | ------------ |
| 35 %               | 60 %             | 5 %          |

Структура частного инвестирования в НИОКР в США
| Пенсионные фонды и страховые компании | Средства корпораций | Прочие |
| ------------------------------------- | ------------------- | ------ |
| 55 %                                  | 10 %                | 35 %   |

## Роль НИОКР (R&D) в современном бизнесе
Роль НИОКР (R&D, от англ. research and development) растет по мере того, как основная часть добавленной стоимости в бизнесе смещается с этапа производства на этап разработки. На основании результатов НИОКР принимаются ключевые решения высокотехнологичного бизнеса. Всё большую важность принимает НИОКР (R&D) для маркетинга: компании отслеживают последние разработки конкурентов и потребности потребителей с тем, чтобы сонастроить с ними собственные исследования. Возросшую роль НИОКР в бизнес-процессах отражает недавно появившаяся в большинстве крупных российских компаний должность директор или менеджер по R&D: в его функции входит формирования и реализация программ НИОКР, разработка программы инновационного развития предприятия, организация технологических процессов (разработка технологий, проектирование).
Вместе с тем, НИОКР — одна из самых сложных областей с точки зрения менеджмента, так как отличительной особенностью большинства исследований является трудная предсказуемость конечных результатов исследований и их возможной коммерциализации, высокие риски. В результате, большие затраты на НИОКР не всегда гарантируют большую прибыль или большую долю на рынке.